# Seridó Ocidental (tiểu vùng)
Seridó Ocidental là một tiểu vùng thuộc bang Rio Grande do Norte, Brasil. Tiều vùng này có diện tích 3066 km², dân số năm 2007 là 89413 người.